# Psalm 141
Psalm 141 – jeden z utworów zgromadzonych w biblijnej Księdze Psalmów. W systemie numeracji stosowanym w greckiej Septuagincie i łacińskiej Wulgacie psalm ten jest Psalmem 140.
Tradycyjnie w języku łacińskim identyfikowany przez incipit Domine clamavi ad te exaudi me.

## Tekst i jego interpretacja
Utwór zaliczany jest do grupy psalmów błagania indywidualnego, a więc stanowi osobistą modlitwę, wyraz wiary i ufności w pomoc Bożą w konkretnej sytuacji życiowej. Biblia Tysiąclecia klasyfikuje go jako lamentację z akcentami dydaktycznymi. Tekst hebrajski określa Psalm 141 jako należący do utworów przypisywanych królowi Dawidowi. Psalm liczy 10 wersetów.
Podmiot zwraca się z wezwaniem do Boga. Wyraża gotowość wytrwałej modlitwy, którą przyrównuje do kadzidła i świątynnej ofiary wieczornej (w. 1–2). Wyraża pragnienie zachowania czystości religijnej w słowie i czynie. Wzbrania się od kontaktów ze złymi osobami, jest w stanie znieść karcenie ze strony osób sprawiedliwych. Pragnie modlitwy nieustannej (w. 3–5). Przedstawia się w dobrym świetle i wyraża pragnienie unicestwienia złych, prześladowców (w. 5–7). Usilnie wzywa pomocy Boga, który jest jego ucieczką. Ponawia apel o ukaranie prześladowców (w. 8–10).
Przypisy w Biblii Tysiąclecia charakteryzują oryginalny tekst hebrajski jako skażony, momentami trudny do zinterpretowania (przetłumaczenia). Trzykrotnie wymienione zostaje imię Jahwe (hebr. ‏יהוה‎; w. 1, 3 oraz 8).

## Użycie w liturgii chrześcijańskiej
W obrządku bizantyjskim psalm 140 rozpoczyna lucernarium. Tę część nieszporów bizantyjskich określa się czasami od greckiego incipitu tego psalmu Κύριε κέκραξα czyli Гóсподи воззвáхъ (w języku cerkiewnosłowiańskim).
W tradycyjnym rzymskim oficjum psalm ten jest śpiewany lub odmawiany w nieszporach piątkowych (jako czwarty), zarówno w wersji sprzed reform Piusa X jak i w wersji po reformie brewiarza. W obrządku monastycznym psalm znajduje się w nieszporach czwartkowych.
Werset wyjęty z tego psalmu Dirigatur Domine oratio mea wraz z odpowiedzią Sicut incensum in conspectu tuo (Niech moja modlitwa będzie stale przed Tobą jak kadzidło; wzniesienie rąk moich - jak ofiara wieczorna! Ps 141,2) znajduje się według tradycyjnego układu brewiarza rzymskiego w nieszporach niedzielnych oraz ferialnych (powszednich) codziennie z wyjątkiem soboty.
W rzymskiej liturgii godzin w wersji zreformowanej po soborze watykańskim II Psalm 141 (w Wulgacie 140) odmawiany jest w I Nieszporach niedzieli pierwszego tygodnia. W nagłówku psalm określony został jako „Modlitwa w niebezpieczeństwie”. Redaktorzy jako komentarz sugerują cytat-odniesienie z Ap 8,4 o modlitwach świętych jako dymie kadzideł w liturgii niebiańskiej.